# Flo Morrissey
Flo Morrissey (* 25. prosince 1994 Londýn) je anglická zpěvačka a kytaristka. Je jednou z devíti dětí Heleny a Richarda Morrisseyových. Dva roky studovala hudbu na The BRIT School for Performing Arts and Technology. Své první album nazvané Tomorrow Will Be Beautiful vydala v červnu roku 2015 (vydavatelství Glassnote Records). Jeho producenty byli Noah Georgeson a Philippe Zdar. V lednu 2017 vydala album Gentlewoman, Ruby Man ve spolupráci s americkým hudebníkem Matthewem E. Whitem. Album obsahuje coververze písní od různých autorů, mezi něž patří například Leonard Cohen nebo skupina The Velvet Underground.